# Jaffa (Stargate)
Los Jaffa son una raza dentro del universo de ficción de la serie televisiva Stargate SG-1. 
Son humanos, descendientes de gente de la Tierra que fue secuestrada por los Goa'uld usando el Stargate durante la antigüedad para servir como esclavos y como anfitriones de las larvas inmaduras, llevando en su frente el símbolo de su dios, ya sea en oro fundido o pintado.
Habitan en toda la galaxia, en los planetas con presencia Goa'uld. De todos modos, planetas con grandes poblaciones de Jaffa son Chulak, Dakara y Delmak. Las dos armas que generalmente usan los Jaffas son la Lanza Goa'uld y el Zat'n'ktel.

## Biología de los Jaffa
Los Jaffa han sido genéticamente modificados para poder albergar larvas goa'uld en estado inmaduro. En la antigüedad los hoy conocidos como Señores del Sistema, en el planeta Dakara introdujeron la larva en el saco marsupial al primer Jaffa, iniciándose en el templo de Dakara su esclavitud. La larva reemplaza su sistema inmunológico y los hace excepcionalmente fuertes y resistentes a las enfermedades además de conferirles una expectativa de vida muy prolongada (de entre 120 a 150 años). Todos los Jaffa deben recibir una larva al llegar a la pubertad, en un ritual llamado prim'ta.
Una inmadura larva de Goaul'd se implanta en una especie de bolsa marsupial en el abdomen del Jaffa, en donde crece hasta la madurez antes de la implantación en un huésped.
Más adelante en la serie se descubre que los Jaffa pueden sobrevivir sin albergar la larva goa'uld si son tratados con la droga Tretonina, elaborada gracias a una síntesis química lograda con tecnología Tok'ra.

## Historia de los Jaffa
Luego de siglos de sometimiento y obediencia, los Jaffa sufren cada vez más descontento con su condición. Teal'c primado de Apophis es el primero en rebelarse y sobrevivir al escapar junto al SG-1. A partir de ese momento luchará para liberar a su pueblo de la tiranía de los Goa'uld.
Al escapar es declarado por Apophis como un Shol'va (traidor) y su familia es segregada en su planeta natal (Chulak).
Gradualmente y con la ayuda de su antiguo maestro, Bra'tac, Teal'c logrará sumar a otros Jaffa a su causa y probar que los Goa'uld son falsos dioses. La Rebelión Jaffa se alía con los Tau'ri, y también de los Tok'ra (aunque con estos no siempre relacionarse amistosamente) para luchar en contra de los Goa'uld. Para mediados de la sexta temporada, la Resistencia Jaffa se consolida como un grupo más organizado. 
El largo camino para ganar la libertad Jaffa de los Goa'uld culmina con el doble episodio La hora de la verdad, cuando los Replicantes lanzan un ataque total contra los Goa'uld. Si bien en un principio, los Jaffa consideran a estas máquinas como una castigo de sus dioses por traicionarlos y abandonan la causa, pronto esto cambia cuando Teal'c y Bra'tac dirigen a lo que queda de la Rebelión a la conquista de Dakara (el lugar de la primera implantación). Allí, con el templo capturado, la resistencia espera poder resistir a las fuerzas de Ba'al que vienen a recuperarlo. Sin embargo, los Replicantes también llegan al planeta, y se produce el enfrentamiento denominado "La Batalla de Dakara". Justo antes de que las tropas Jaffa y de Ba'al sean vencidas, el arma de Dakara es activada y los Replicadores son eliminados. Los Jaffa aprovechan esta oportunidad y obligan a Ba'al a huir. Este hecho produce que los Jaffa de toda la galaxia se rebelen en masa, y formen la Nación Libre Jaffa.
Se determinó que la nueva nación estaría dirigida por un Alto Consejo integrado por los jaffas que fueron primados de sus respectivos amos. Teal'c y Bra'tac formaron parte del consejo, con sede en Dakara, pero desde el comienzo tuvieron discrepancias con el presidente Gerak, quién era más fundamentalista, y que se negaba a cambiar el gobierno a una democracia simililar a la de la Tierra. Desde entonces muchos Jaffa comenzaron mostrar esta aparente desconfianza a los Tau'ri. La llegada de los Priores de los Ori, para expandir el Origen en Vía Láctea, puso en una difícil situación a todos los Jaffa. Muchos planetas que se negaron a aceptar a los Ori fueron arrasados por la plaga del Prior. Incluso, uno de los mundos Jaffa (Kallana) fue usado para crear una cabeza de playa para los Ejércitos Ori. Este incidente hizo que la desconfianza de Gerak a los Tau'ri aumentara (entre otras cosas, debido a la extraña forma en que la Tierra se enteró de esto, y a la lenta acción de la nave terrestre al llegar a Kallana, según el mismo Gerak). Esta situación llevó a que finalmente Gerak abrazara la causa de los Ori, transformándose en un Prior, y arriesgando a la nueva nación Jaffa a una guerra civil. En Chulak, las fuerzas de Teal'c y Bra'tac se reunieron para oponerse a Gerak. Finalmente, Teal'c logra convencer a Gerak para que se volteé contra los Ori, ya que sino tendrá que matar a todos sus hermanos Jaffa que se nieguen aceptar el Origen. Los Ori matan a Gerak después de que este cure a las personas infectadas con la plaga del Prior en el Comando Stargate.
Los Jaffa unieron fuerzas con los Tok'ra, Asgard, Tau'ri y la Alianza Lucian, para enfrentarse a las Naves Ori que llegaron por el Supergate en P3Y-229, pero fueron vencidos. La conquista Ori se inicia luego en Chulak y continua por el resto de la Vía Láctea. Varias fortalezas Jaffa caen en el proceso. En Contragolpe, el nuevo líder Jaffa, Se'tak utiliza el Arma de Dakara para atacar a los ejércitos Ori. Sin embargo, Adria, la Orici, se entera de la ubicación del planeta y lo destruye. Sin Dakara para unir a los Jaffa, el futuro de la Nación Libre es crítico, pero no necesariamente irremediable. 
- Datos: Q1755471